# Kurt Egger (Politiker, 1974)
Kurt Egger (* 18. Juni 1974 in St. Bartholomä) ist ein österreichischer Politiker (ÖVP). Er ist Generalsekretär des Österreichischen Wirtschaftsbundes und seit 1. Oktober 2021 Abgeordneter zum österreichischen Nationalrat.

## Ausbildung
Kurt Egger besuchte die Volks- und Hauptschule in seinem Heimatort St. Bartholomä bzw. Hitzendorf (Bezirk Graz-Umgebung). Nach seiner abgeschlossenen Lehre zum Gas- und Wasserinstallateur sowie als Technischer Zeichner absolvierte er die Fachakademie für Marketing und studierte nach Ablegung der Studienberechtigungsprüfung berufsbegleitend an der Fachhochschule Campus02. 2009 schloss er das Studium Marketing & Management mit dem akademischen Grad Mag.(FH) ab.

## Berufliche & politische Laufbahn
Seine politische Laufbahn begann Egger bereits 1995 als JVP-Obmann und Gemeinderat in St. Bartholomä. Als Organisationsreferent der Wirtschaftsbundebezirksgruppe Graz kam er erstmals mit dem Wirtschaftsbund in Berührung. Nachdem er Berufserfahrung in seinem erlernten Beruf gesammelt hatte, wurde Egger 1997 Landessekretär der Jungen ÖVP Steiermark. Von 1999 bis 2001 war er Bezirksgeschäftsführer der ÖVP Graz-Umgebung. 2001 wurde er Generalsekretär der Jungen ÖVP auf Bundesebene. 2003 kehrte er in die Steiermark zurück und wurde in der Wirtschaftskammer Steiermark Regionalstellenleiter der Stadt Graz und danach Stabsstellenleiter der Kommunikationsabteilung sowie Pressesprecher und Chefredakteur der Steirischen Wirtschaft. Parallel war er als Lehrbeauftragter in der Erwachsenenbildung tätig. 2011 wurde er zum Direktor des Wirtschaftsbund Steiermark bestellt.
Für die Nationalratswahl 2017 kandidierte er für die Steirische Volkspartei auf dem 18. Listenplatz und im Wahlkreis Graz und Graz-Umgebung auf dem vierten.
Seit März 2019 ist Kurt Egger Geschäftsführer und Generalsekretär des Österreichischen Wirtschaftsbundes unter Harald Mahrer.
Nach dem Mandatsverzicht von Karl Schmidhofer mit 30. September 2021 rückte er auf das Mandat der Regionalparteiliste 6A von Martina Kaufmann nach, das Mandat auf der Landesparteiliste 6 von Karl Schmidhofer übernahm Martina Kaufmann. Nach dem Wechsel von Gaby Schwarz in die Volksanwaltschaft im Juli 2022 wurde Egger im ÖVP-Parlamentsklub zum Bereichssprecher für Medien gewählt.
Für die Nationalratswahl 2024 wurde er auf Platz eins der Landesliste der ÖVP Steiermark gereiht.
Egger sieht sich als technophil. Die Politik von Hans Peter Doskozil, SPÖ-Landeshauptmann des Burgenlandes, der kurzzeitig als Sieger der Wahl um den SPÖ-Vorsitz galt, kritisierte er scharf und bezeichnete sie als „Burgenland-Sozialismus“.
Kurt Egger lebt in Graz und Wien und ist Familienvater.